# Géza Maróczy
Géza Maróczy [ˈɡeːzɒ ˈmɒroːtsi] (* 3. März 1870 in Szeged; † 29. Mai 1951 in Budapest) war ein ungarischer Schachgroßmeister.

## Leben
Géza Maróczy spielte zunächst Fernschach. In den Jahren 1893 und 1894 gewann er zusammen mit Rudolf Charousek das stark besetzte erste ungarische Fernturnier.
Maróczys erster großer Erfolg war der zweite Platz hinter Emanuel Lasker im Meisterturnier Nürnberg 1896. Anfang des 20. Jahrhunderts galt er als ernsthafter Anwärter auf den Titel des Schachweltmeisters, ein Wettkampf gegen Lasker kam jedoch aus finanziellen Gründen nicht zustande.
Dritter wurde er beim Meisterturnier des Deutschen Schachbundes (12. DSB-Kongress) 1900 in München, das Harry Nelson Pillsbury und Carl Schlechter gewannen. Danach gewann Maróczy die Turniere in Monte Carlo 1902 und 1904, Ostende 1905, Barmen 1905 und Wien 1908. In den folgenden Jahren war er schachlich wenig aktiv.
Aufgrund der politischen Ereignisse nach dem Ersten Weltkrieg musste Maróczy Ungarn verlassen. 1921 spielte er einen Wettkampf gegen den späteren Weltmeister Max Euwe, dessen Trainer er wurde; das Match endete unentschieden. Er gewann das Turnier in Karlsbad 1923 (zusammen mit Alexander Aljechin und Efim Bogoljubow) sowie Hastings-Schachturnier 1924/25. Bei drei Schacholympiaden (1927, 1930 und 1933) sowie bei der inoffiziellen Schacholympiade von München 1936 war er Spitzenspieler der ungarischen Mannschaft (1927 und 1930 war noch keine feste Brettfolge vorgeschrieben, allerdings spielte Maróczy alle seine Partien am ersten Brett), er gewann mit dieser die Schacholympiade 1927 und die inoffizielle Schacholympiade 1936.
Im Jahre 1950 gehörte er zu den ersten von der Weltschachorganisation FIDE ernannten Großmeistern.
Er war auch schachliterarisch tätig, u. a. veröffentlichte er 1909 eine Biographie über Paul Morphy. Außerdem trainierte er Vera Menchik, die 1927 die erste Frauenweltmeisterin wurde.
Als besonders stark galt er in der Verteidigung und im Endspiel, speziell im Damenendspiel. In der Beschleunigten Drachenvariante ist ein Eröffnungsaufbau, den er 1905 veröffentlichte, nach ihm benannt: 1. e2–e4 c7–c5 2. Sg1–f3 Sb8–c6 3. d2–d4 c5xd4 4. Sf3xd4 g7–g6 5. c2–c4 (Maróczy-Aufbau).
Seine beste historische Elo-Zahl war 2820, die er 1906 erreichte. Insgesamt lag er in 30 unterschiedlichen Monaten zwischen 1904 und 1907 auf Platz 1 der Weltrangliste.

## Partiefragment
|   | a | b | c | d | e | f | g | h |   |
| 8 |   |   |   |   |   |   |   |   | 8 |
| 7 |   |   |   |   |   |   |   |   | 7 |
| 6 |   |   |   |   |   |   |   |   | 6 |
| 5 |   |   |   |   |   |   |   |   | 5 |
| 4 |   |   |   |   |   |   |   |   | 4 |
| 3 |   |   |   |   |   |   |   |   | 3 |
| 2 |   |   |   |   |   |   |   |   | 2 |
| 1 |   |   |   |   |   |   |   |   | 1 |
|   | a | b | c | d | e | f | g | h |   |

In dieser aus einem scharfen Duell hervorgegangenen Stellung scheint Maróczy wegen der Drohung 41. … Td2xg2+ mit Damentausch verloren, da Romih mit einer Mehrfigur verbliebe. Maróczy fand jedoch noch eine Verteidigung, die ihn durch ein Kreuzschach in Vorteil brachte:
41. Dh6–h5! Td2xg2+ 42. Tg6xg2+ Th8xh5 43. Tg2xb2 und Maróczy, nun materiell im Vorteil, gewann im 49. Zug. Statt seines letzten Zuges 40. … Td5–d2 hätte Romih jedoch durch 40. … Td5–d3 in Vorteil kommen können, da der Abtausch über h3 statt g2 erfolgen würde.